# Happy Turn

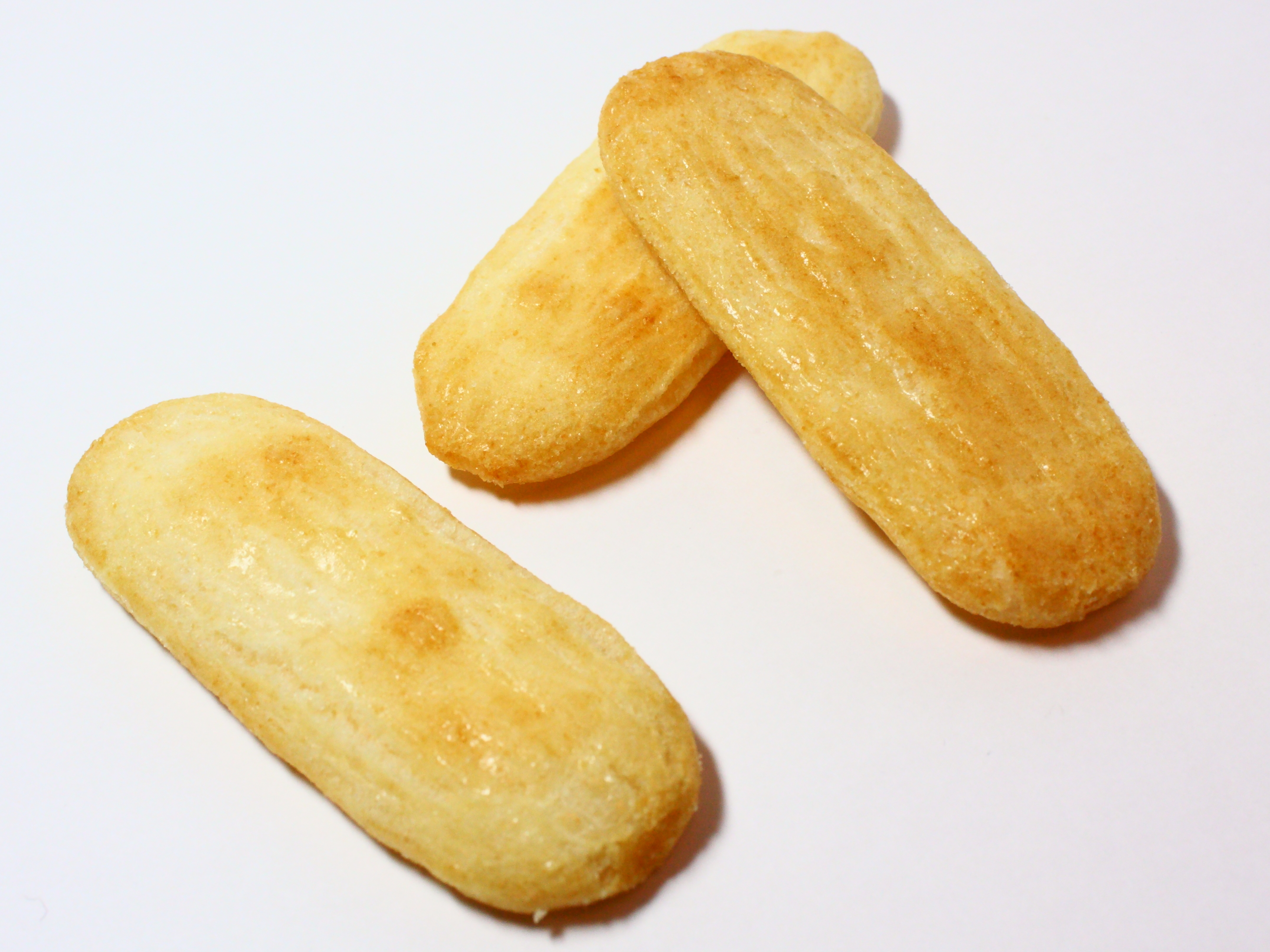
Happy Turn

Happy Turn (jap.ハッピーターン) ist der Markenname eines japanischen Lebensmittelprodukts. Es handelt sich hierbei um Reisgebäck, das von der japanischen Firma Kameda Seika hergestellt wird. 

## Geschichte des Produktes
Seit 1976 wird Happy Turn in Japan verkauft. Der Name des Produkts hat die Bedeutung eines Glückwunsches gegenüber dem Kunden.
Mittlerweile gibt es Happy Turn in zahlreichen Geschmacksrichtungen, unter anderem: Käse, Vanillesalz, Hinyari (Erythrit) und Yuzukoshō. Seit 2013 wird das Produkt in den Geschmacksrichtungen „Ahornzucker“, „Himbeere“, „Camembert“, „Wasanbon“ und „Kokuto“ in HAPPY Turn's angeboten.

## Happy Powder
„Happy Powder“ ist ein Gewürz, das aus Zucker, Salz, Aminosäure und Hydrolyse-protein besteht. Es schmeckt salzig und süß. Klassisches Reisgebäck wird mit Sojasauce gewürzt, wohingegen Happy Turn ein Pulver zugegeben wird, welches auf ein europäisches Geschmacksprofil abgestimmt ist.

## Maskottchen
- Happy-chan (2000–2004)
- Hapitan (2004–2009)
- Der Prinz von Turn (seit 2009)